# Radnice v Novém Strašecí
Radnice v Novém Strašecí se nachází na hlavním městském náměstí J. A. Komenského čp. 189, jehož je dominantou.

## Dějiny radnice

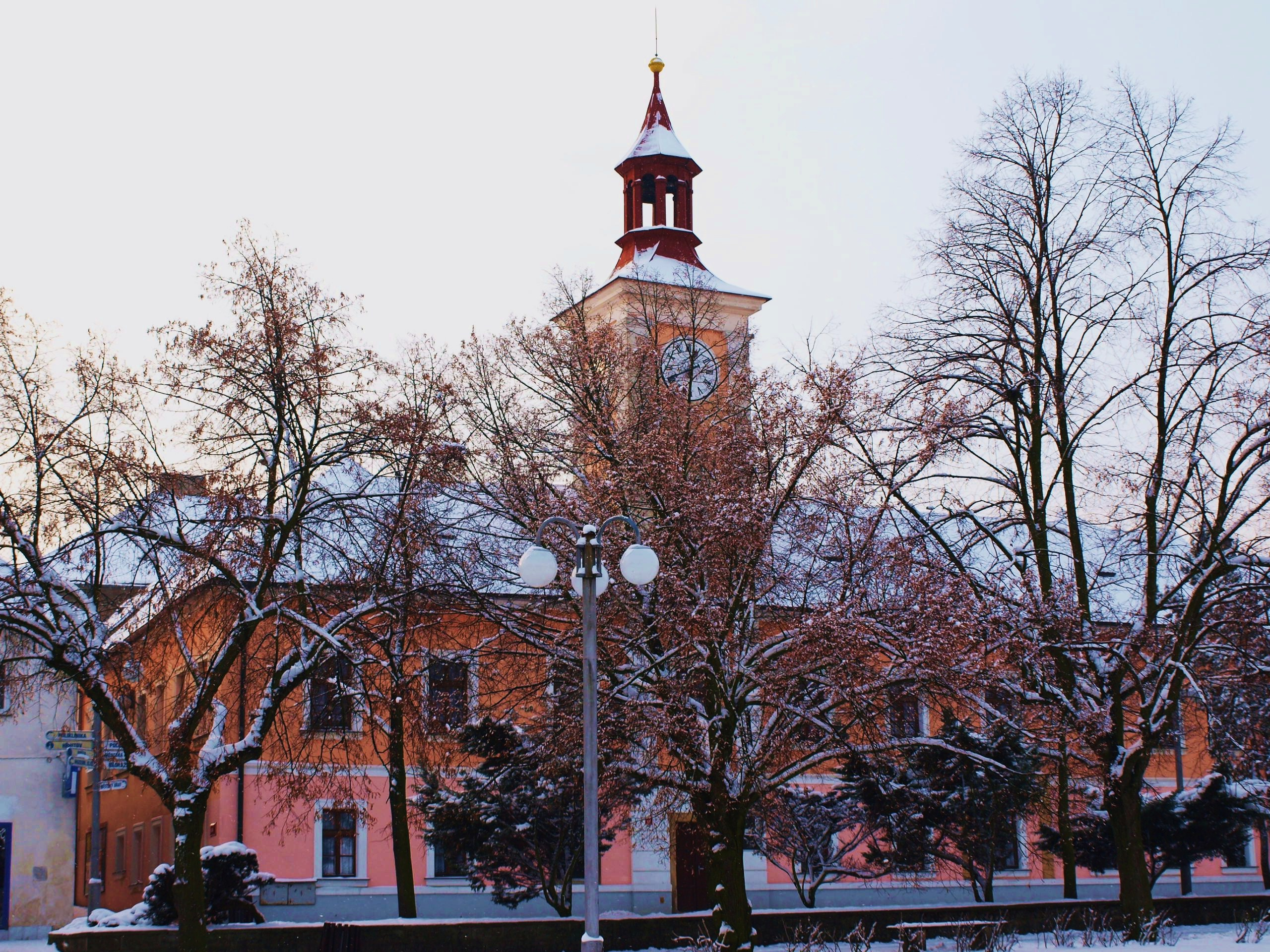
Zimní pohled na budovu někdejší radnice, prosinec 2009

Trojkřídlá patrová budova s věží vévodící jihozápadní straně náměstí, je jednou z nejstarších a nejvýstavnějších budov náměstí, i města. Pochází z období renesance (o čemž svědčí bosovaný kamenný portál, který byl odkryt teprve roku 1990 před celkovou rekonstrukcí stavby) a již roku 1633 měla radnice věž. Střední část dvorního průčelí radnice byla vylehčena arkádami.
V horních patrech radnice zasedala městská rada, ve spodní části býval vinný a pivní šenk a šatlava.

## Současnost
V současné době v budově radnice sídlí Základní umělecká škola Nové Strašecí (ZUŠ) pro asi 500 žáků. Vyučují se zde hudební, výtvarné, taneční a literárně-dramatické obory. V budově ZUŠ je k dispozici výstavní ateliér, taneční a koncertní sál. Konají se zde také vystoupení pro veřejnost. Každoročně v srpnu se v Novém Strašecí koná mezinárodní soutěž ve hře na lesní roh „Hornclass“
Ve dvoře radnice je prostranství, kde se také konají akce pro veřejnost, například letní hudební festival ad.